# Billy Martin
Alfred Manuel "Billy" Martin, Jr. (16 de maio de 1928 – 25 de dezembro de 1989) foi um jogador e treinador americano de beisebol que passou boa parte da carreira na Major League Baseball. Martin fez fama jogando e treinando pelo New York Yankees. Como treinador, ele chegou as finais da Liga Americana em 1976 e em 1977 ele foi campeão com os Yankees. Além disso, ele também tem quatro títulos de divisão no currículo.
Como treinador, Martin teve também uma carreira de sucesso mas ficou mais conhecido por seu temperamento nervoso e pelas brigas com os árbitros. Ele também era criticado por não se dar bem com os jogadores veteranos e com os donos dos times em que atuou. Ele morreu em 1989 em um acidente de carro.

## Estatísticas

### Números
- Vitórias-derrotas como treinador: 1 253–1 013
- Percentual de vitórias: 55,3%

### Prêmios
- All-Star (1956)
- 5× Campeão da World Series (1951, 1952, 1953, 1956, 1977)
- Babe Ruth Award (1953)
- Camisa aposentada pelo New York Yankees (#1)